# 43025 Valusha
43025 Valusha è un asteroide della fascia principale. Scoperto nel 1999, presenta un'orbita caratterizzata da un semiasse maggiore pari a 2,3306326 UA e da un'eccentricità di 0,1631639, inclinata di 2,47559° rispetto all'eclittica.